# Landesregierung Wallner III
Die Landesregierung Wallner III ist die Vorarlberger Landesregierung unter der Führung von Landeshauptmann Markus Wallner (ÖVP) der 31. Gesetzgebungsperiode. Sie ist die Fortsetzung der ersten schwarz-grünen Koalitionsregierung Vorarlbergs aus den Jahren 2014–2019 (Landesregierung Wallner II). Die Landesregierung wurde in der konstituierenden Sitzung des 31. Vorarlberger Landtags am 6. November 2019 gewählt.
Nach der Landtagswahl 2019, bei der sowohl die Vorarlberger Volkspartei als auch Die Grünen Vorarlberg leicht dazugewinnen konnten, traten die beiden Parteien in Verhandlungen zur Fortsetzung der bisherigen Regierungskoalition zusammen.
Am 4. November 2019 wurde das ausgearbeitete Koalitionspapier sowohl vom Vorstand der Vorarlberger Volkspartei als auch von der Landesversammlung der Vorarlberger Grünen angenommen. Neu hinzu kamen Marco Tittler und Martina Rüscher (beide ÖVP), die Karlheinz Rüdisser und Christian Bernhard nachfolgten. Mit Barbara Schöbi-Fink wurde erstmals in der Geschichte des Landes eine Frau Landesstatthalterin.
Zu einer Änderung in der Zusammensetzung der Landesregierung kam es Anfang März 2022: Nachdem Wolfgang Mückstein (GRÜNE) seinen Rücktritt als Bundesminister für Soziales, Gesundheit, Pflege und Konsumentenschutz angekündigt hatte, wurde Johannes Rauch von den Grünen als dessen Nachfolger als Bundesminister nominiert und am 8. März 2022 vom Bundespräsidenten ernannt.
Rauchs Nachfolger als Landesrat wurde der bisherige grüne Klubobmann im Vorarlberger Landtag, Daniel Zadra, der in der Landtagssitzung am 9. März 2022 gewählt wurde.

## Regierungsmitglieder
| Amt                                                     | Bild | Name                                         | Partei | Partei | Zuständigkeitsbereiche |
| ------------------------------------------------------- | ---- | -------------------------------------------- | ------ | ------ | --- |
| Landeshauptmann                                         |      | Markus Wallner                               |        | ÖVP    | Europaangelegenheiten und Außenbeziehungen, Finanzen und Gebarung, Vermögensverwaltung, Jugend und Familie, Regierungsdienste, Personalangelegenheiten, Feuerwehren, Hilfs- und Rettungswesen, Katastrophenbekämpfung                               |
| Landesstatthalterin                                     |      | Barbara Schöbi-Fink                          |        | ÖVP    | Gesetzgebung, Kinderbetreuung und Kindergarten, Schule und Bildung, Schülertagesbetreuung, Wissenschaft und Weiterbildung, Kunst und Kultur |
| Landesrat                                               |      | Christian Gantner                            |        | ÖVP    | Landwirtschaft, Tourismus und Regionen, Inneres, Sicherheit und Integration, Forstangelegenheiten, Gewässerschutz und Wasserwirtschaft, Veterinärangelegenheiten, Tierschutz, Jagd und Fischerei, Wildbach- und Lawinenverbauung, Katastrophenfonds |
| Landesrätin                                             |      | Martina Rüscher                              |        | ÖVP    | Gesundheit und Sport, Chancengleichheit und Behinderung, Sozialpsychiatrie und Sucht, Sanitätsangelegenheiten, Lebensmittelsicherheit und Verbraucherschutz                                                                                         |
| Landesrat                                               |      | Marco Tittler                                |        | ÖVP    | Wirtschafts- und Arbeitsmarktpolitik, Hochbau- und Gebäudewirtschaft, Wirtschaftsrecht, Verkehrspolitik, Verkehrsrecht, Wohnbauförderung, Raumplanung und Baurecht, Gemeindeentwicklung, Straßenbau, Telekommunikation                              |
| Landesrätin                                             |      | Katharina Wiesflecker                        |        | GRÜNE  | Soziales, Frauen, Pflege, Kinder- und Jugendhilfe, Entwicklungszusammenarbeit |
| Landesrat                                               |      | Daniel Zadra ab 9. März 2022                 |        | GRÜNE  | Umwelt und Klimaschutz, Klimawandelanpassung, Energie, Öffentlicher Verkehr und Radwege, Eisenbahninfrastruktur, Radinfrastruktur, Abfallwirtschaft, Informatik, Maschinenbau und Elektrotechnik                                                    |
| Vorzeitig ausgeschiedene Mitglieder der Landesregierung |      |                                              |        |        | |
| Landesrat                                               |      | Johannes Rauch ausgeschieden am 7. März 2022 |        | GRÜNE  | Umwelt und Klimaschutz, Klimawandelanpassung, Energie, Öffentlicher Verkehr und Radwege, Eisenbahninfrastruktur, Radinfrastruktur, Abfallwirtschaft, Informatik, Maschinenbau und Elektrotechnik                                                    |